# Providence Gold Bugs
I Providence Gold Bugs erano una società calcistica statunitense con sede a Providence.

## Storia
Fondati come Providence F.C. e conosciuti anche con la denominazione Clamdiggers o Clam Diggers, la formazione gareggiò nella American Soccer League dal 1924 al 1931. Nel 1928 cambiarono denominazione in Providence Gold Bugs.
Nel 1930 un gruppo di imprenditori guidati da Harold Brittan comprò la squadra e la trasferì a Fall River (Massachusetts) rinominandola Fall River Football Club gareggiando gran parte della stagione 1930-1931 della ASL.

## Cronologia
| Anno                             | Lega | Sta. reg.                      | N. Challenge Cup              |
| -------------------------------- | ---- | ------------------------------ | ----------------------------- |
| Providence F.C. (1924-1928)      |      |                                |                               |
| 1924-25                          | ASL  | 6°                             | Non iscr.                     |
| 1925-26                          | ASL  | 5°                             | Primo Turno                   |
| 1926-27                          | ASL  | 8°                             | SemifinaleEastern Division    |
| 1927-28                          | ASL  | 7°Gir. andata - 6°Gir. ritorno | Secondo TurnoEastern Division |
| Providence Gold Bugs (1928-1930) |      |                                |                               |
| 1928-29                          | ASL  | 4°Gir. andata - 2°Gir. ritorno | Non iscr.                     |
| 1929                             | ASL  | 2°                             | /                             |
| 1930                             | ASL  | 4°                             | Primo TurnoEastern Division   |
| Fall River FC (1931)             |      |                                |                               |
| 1931                             | ASL  | 5°                             | Primo TurnoEastern Division   |

## Giocatori
Providence F.C. (Providence Clamdiggers) 1924-1928
- Tewfik Abdullah (1924-1926)
- Billy Adair (1925)
- George Aimer (1923-1925)
- Andy Auld (1924-1928)
- Jerry Best (1924-1925)
- Danny Blair (1924–1925)
- Bob Campbell (1927-1928)
- Bobby Curtis (1925-1926)
- Walter Dick (1924-1928)
- Sam Fletcher (1924–1928)
- Tom Florie (1924-1928)
- Jack Green (1926-1927)
- Bob Gregg (1928)
- Edward Hart (1925-1926)
- Billy Hogg (1925–1926)
- Nib Hogg (1927-1928)
- Joe Kennaway (1927–1928)
- Denis Lawson (1926–1927)
- Jack Lyons (1926-1927)
- Bob McAuley (1925–1928)
- Bill Finlayson (1926-1928)
- Jimmy McClure (1927-1928)
- Jimmy McConnell (1926–1927)
- Frank McKenna (1928)
- Ed McLaine (1926-1927)
- Mike McLeavy (1925)
- Roy Faulkner (1927-1928)

Providence Gold Bugs 1928-1931
- Andy Auld (1928-1930)
- Bob Campbell (1928-1930)
- Walter Dick (1928-1931)[3]
- Sam Fletcher (1928–1929)
- Jack Green (1928-1929)
- Nib Hogg (1928-1930)
- Joe Kennaway (1928–1930)
- Bill Finlayson (1928-1929)
- Dave McEachran (1929–1930)
- Arnie Oliver (1930-1931)[4]
- Bill Paterson (1928-1930)
- Billy Watson (1928-1931)[5]

## Palmarès

### Altri piazzamenti
- American Soccer League:

Secondo posto: Autunno 1929